# أبو مصعب الإماراتي
أبو مصعب الإماراتي قائد ميداني بارز في حركة أحرار الشام الإسلامية ويعد من ابرز الوجوه العسكرية في الثورة السورية، ومخطط ومهندس تحرير مدينة الرقة من يد الجيش السوري .

## نبذه
أبو مصعب الإماراتي وأسمه الحقيقي محمد أحمد العبدولي، يحمل الجنسية الإماراتية، وعسكري متقاعد برتبة عقيد في الجيش الإماراتي، خريج القيادة والاركان في الإمارات وكذالك في الولايات المتحدة، سجن ما يقارب العامين انفرادياً في الإمارات العربية المتحدة بتهمة قربه من جماعة الإخوان المسلمين، رغم سلمية أفكاره وحبه الشديد لوطنه وعدم ميله للعنف.
حتى عرف عنه التواضع والبساطة بين اوساط الجماعات المقاتلة في سوريا، رغم ثروته الكبيرة التي تركها في الإمارات وعائلتة الكبيرة هناك، وانتقاله لسوريا لنصرة المظلومين كما يقول.

## العمل العسكري في سوريا
- رغم الإمكانات الضعيفة في لواء أحرار الشام ولواء الأمة، لكن محمد العبدول وظف كل الإمكانات المتاحة لديه والعناصر البشرية في أماكنها الصحيحة، وكان يعزى أليه تحرير ربع الأراضي السورية من النظام السوري.
- ساهم وخطط في تحرير مدينة الرقة.
- أشرف على تحرير مطار تفتناز العسكري، ومطار الجراح العسكري في سوريا.
- شارك في تأسيس بعض معسكرات التدريب.
- شارك في اعداد الهيكلة العسكرية في القيادة والاركان.
- شارك في تدريب لواء الأمة في دير الزور.
- أشرف على تأسيس غرفة عمليات أدلب.
- عملم مستشارا عسكريا لعدد كبير من القادة العسكريين في الثورة السورية.

## مؤهلاته المهنية
- عندما كان في الجيش الإماراتي حصل العبدولي على وسام الشرف لمشاركته في تحرير الكويت أثناء الغزو العراقي عام 1991 .
- حاصة على درجة الماجستير في العلوم العسكرية عام 1995
- التحق بدور اركان مشتركة في الولايات المتحدة وحصل على المركز الأول في هذه الدورة.

محمد العبدولي عندما كان عقيداً في الجيش الإماراتي

## وفاته
- توفي برصاصة قناص اثناء معركة سقوط مدينة الرقة والتي توفا فيها بتاريخ 2013/3/3 .